# اکسل هنی
اکسل هنی (به نروژی: Aksel Hennie) (زاده ۲۹ اکتبر ۱۹۷۵) بازیگر، کارگردان و فیلم‌نامه‌نویس اهل نروژ است.
از فیلم‌های معروف او می‌توان به بازی در فیلم هرکول اشاره کرد.

## گزیدهٔ فیلم‌شناسی
- رفیق (۲۰۰۳)
- اونو (۲۰۰۴)
- فریادی در جنگل (۲۰۰۴)
- ناهار (۲۰۰۸)
- یک مرد تا حدی مهربان (۲۰۱۰)
- سرآوران(۲۰۱۱)
- عصر قهرمانان (۲۰۱۱)
- ۲۴: یک روز دیگر زنده بمان (۲۰۱۴)
- هرکول (۲۰۱۴)
- آخرین شوالیه‌ها (۲۰۱۵)
- مریخی (۲۰۱۵)
- سیسو(۲۰۲۲)